# Judgment Day (2009)
Judgment Day 2009 – gala zapasów zawodowych federacji WWE, która odbyła się 17 maja 2009 w hali Allstate Arena w Rosemont.

## Wyniki zawodów
| #    | Rezultaty                                         | Rodzaj meczu                                      | Czas  | Zwycięzca meczu |
| ---- | ------------------------------------------------- | ------------------------------------------------- | ----- | --------------- |
| Dark | Mickie James vs. Beth Phoenix (oraz Rosa Mendes)  | Singles match                                     | n / a | Mickie James    |
| 1    | Umaga vs. CM Punk                                 | Singles Match                                     | 11:52 | Umaga           |
| 2    | Christian (c) vs. Jack Swagger                    | Singles match + ECW Championship                  | 9:33  | Christian       |
| 3    | Shelton Benjamin (Charlie Haas) vs. John Morrison | Singles match                                     | 10:08 | John Morrison   |
| 4    | Rey Mysterio (c) vs. Chris Jericho                | Singles Match + WWE Intercontinental Championship | 12:37 | Rey Mysterio    |
| 5    | Randy Orton (c) vs. Batista                       | Singles Match + WWE Championship                  | 14:44 | Batista via DQ  |
| 6    | Big Show vs. John Cena                            | Singles Match                                     | 14:57 | John Cena       |
| 7    | Edge (c) vs. Jeff Hardy                           | Singles Match + World Heavyweight Championship    | 19:53 | Edge            |